# In Amguel
In Amguel (em árabe: عين أمقل) é uma comuna localizada na província de Tamanghasset, Argélia. Sua população estimada em 2008 era de 4 208 habitantes.